# Diplectrona pseudofasciata
Diplectrona pseudofasciata är en nattsländeart som beskrevs av Georg Ulmer 1909. Diplectrona pseudofasciata ingår i släktet Diplectrona och familjen ryssjenattsländor. Inga underarter finns listade i Catalogue of Life.